# Медицина (издательство)
Издательство «Медицина» — советское и российское государственное книжное издательство, специализирующееся на выпуске литературы по всем отраслям медицины и здравоохранения.

## История
Основано в Москве в ноябре 1918 года как издательская секция Наркомздрава РСФСР. С 1928 года — Государственное медицинское издательство (Госмедиздат, Медгиз) Наркомздрава РСФСР. С 1931 года «Медгиз» в системе ОГИЗа, с 1937 — издательство «Медгиз Наркомздрава СССР». В 1963 году переименовано в издательство «Медицина».
Госкомиздатом СССР издательству был присвоен код 039. В системе Госкомиздата СССР в 1980-х годах издательство входило в главную редакцию научно-технической литературы. В 1980—1990 годах показатели издательской деятельности издательства были следующие:
|                                       | 1980     | 1985     | 1990     |
| ------------------------------------- | -------- | -------- | -------- |
| Кол-во книг и брошюр, печатных единиц | 373      | 359      | 226      |
| Тираж, млн экз.                       | 12,2304  | 15,2676  | 13,3043  |
| Печатных листов-оттисков, млн         | 187,1856 | 211,7256 | 225,6503 |

По состоянию на 2009 год в издательстве ежегодно издаётся от 100 до 150 книг академического и учебного профиля — монографий, медицинских атласов, учебников, справочников, руководств. Кроме того, издательство «Медицина» — учредитель и издатель 40 специализированных медицинских журналов.
Директор издательства (1992—2013) — Андрей Михайлович Сточик, доктор медицинских наук, профессор, академик РАН и РАМН.